# Richard Chartres
Richard Chartres (ur. 11 lipca 1947 w Ware) – brytyjski duchowny anglikański, historyk i teolog, w latach 1995-2017 biskup londyński w Kościele Anglii. Od 2017 par dożywotni.

## Życiorys
Urodził się jako dziecko z irlandzko-brytyjskiego małżeństwa. Ukończył studia historyczne w Trinity College na Uniwersytecie Cambridge i podjął pracę nauczyciela akademickiego, specjalizując się w historii starożytnej. Po podjęciu decyzji o zostaniu księdzem studiował teologię w Ripon College Cuddesdon i Lincoln Theological College. W 1973 przyjął święcenia kapłańskie. W 1975 został kapelanem Roberta Runcie, ówczesnego biskupa St Albans. Gdy w 1980 Runcie został arcybiskupem Canterbury, co jest najwyższą godnością w Kościele Anglii, zabrał ze sobą również swego kapelana. W 1984 został inkardynowany do diecezji londyńskiej, gdzie objął probostwo w jednej z parafii, a także pracował w kurii. Od 1987 był również profesorem teologii na Gresham College. 

### Biskupstwo
W 1992 został mianowany biskupem pomocniczym Londynu z tytułem biskupa Stepney. Sakrę przyjął 22 maja 1992 roku. W listopadzie 1995 został awansowany na biskupa diecezjalnego Londynu. Stanowisko to z urzędu dało mu miejsce w Izbie Lordów wśród lordów duchownych, a także w Tajnej Radzie. Pełni również głównie honorową funkcję dziekana kaplic królewskich. 
W marcu 2017 przeszedł na emeryturę. 20 października 2017 został ogłoszony parem dożywotnim. 

### Życie prywatne
Bp Chartres jest żonaty i ma czworo dzieci. Jego małżonka Caroline pracuje w branży wydawniczej.

### Odznaczenia
W 2009 został odznaczony Królewskim Królewskim Orderem Wiktoriańskim klasy Rycerz Komandor. 